# Port lotniczy Tulon-Hyères
Port lotniczy Tulon-Hyères (IATA: TLN, ICAO: LFTH) – port lotniczy położony 3 kilometry na południowy wschód od Hyères, 19 kilometrów na wschód od Tulonu oraz 67 km na wschód od Marsylii, w regionie Prowansja-Alpy-Lazurowe Wybrzeże, we Francji.

## Linie lotnicze i połączenia
| Linia lotnicza | Kierunek                                                           |
| -------------- | ------------------------------------------------------------------ |
| Air Corsica    | Sezonowo: 1. Ajaccio 2. Bastia 3. Figari                           |
| EasyJet        | Sezonowo: 1. Bordeaux 2. Londyn-Gatwick 3. Paryż-Charles de Gaulle |
| L'Odyssey      | Sezonowo: 1. Genewa                                                |
| Luxair         | Sezonowo: 1. Luksemburg                                            |
| Transavia.com  | 1. Brest-Bretagne 2. Nantes 3. Paryż-Orly Sezonowo: 1. Rotterdam   |